# Luxury Liner (album)
Luxury Liner is het vierde studioalbum van de Amerikaanse country artiest Emmylou Harris, uitgebracht in 1976. Het album was Harris' tweede opeenvolgende nummer één-countryalbum in de Billboard-hitlijsten, hoewel dit album, in tegenstelling tot het voorgaande Elite Hotel, geen nummer één-hits opleverde. De hoogst genoteerde singles waren de nummer zes Chuck Berry-cover "(You Never Can Tell) C'est la Vie" en de nummer acht "Making Believe" (oorspronkelijk een hit voor Kitty Wells). 
Het album is bekend vanwege de eerste coverversie van "Pancho and Lefty", een nummer van Townes Van Zandt uit 1972 dat later Van Zandts bekendste compositie werd.
Bij de 20e Grammy Awards werd een van de nummers en hitsingles van het album, "Making Believe", genomineerd voor een Grammy Award voor beste vrouwelijke countryzangeres, maar de prijs ging naar Crystal Gayle voor "Don't It Make My Brown Eyes Blue".